# Sisseton
Sisseton é uma cidade localizada no estado norte-americano de Dacota do Sul, no Condado de Roberts.

## Demografia
Segundo o censo norte-americano de 2000, a sua população era de 2572 habitantes.
Em 2006, foi estimada uma população de 2522, um decréscimo de 50 (-1.9%).

## Geografia
De acordo com o United States Census Bureau tem uma área de
4,1 km², dos quais 4,1 km² cobertos por terra e 0,0 km² cobertos por água. Sisseton localiza-se a aproximadamente 480 m acima do nível do mar.

## Localidades na vizinhança
O diagrama seguinte representa as localidades num raio de 32 km ao redor de Sisseton.